# Alexis Raynaud
Alexis Raynaud (Grasse, 19 agosto 1994) è un tiratore a segno francese, vincitore della medaglia di bronzo nella carabina tre posizioni alle Olimpiadi di Rio de Janeiro 2016.

## Palmarès
- Giochi olimpici

Rio de Janeiro 2016: bronzo nello Carabina 50 metri 3 posizioni.
- Campionati europei di tiro a segno

Maribor 2017: argento nella carabina 50 metri 3 posizioni maschile